# 켈리 마틴
켈리 마틴(Kellie Martin, 1975년 10월 16일 ~ )은 미국의 배우이다.

## 출연 작품
- 스무치 (2011)
- 더 젠센 프로젝트 (2010)
- 라이브 원스, 다이 트와이스 (2006)
- 뫼비우스 띠를 통해서 (2005)
- 이노센스 (1997)
- 구피 무비 - 오리지널 (1995)
- 윌로우성의 비밀 (1995)
- 마티니 (1993)
- 아메리카스 퍼니스트 홈 비디오 (1989)
- 비버리 힐스 돌격대 (1989)
- 나는 외계인 (1988, Doin' Time on Planet Earth)
- 사각의 링 (1986)
- 위기의 암호명 (1986)

### 텔레비전
- ER (1998-2000)
- 더 데일리 쇼 (1999) - 본인